# 아빠가 되는 중
《아빠가 되는 중》(영어: Fatherhood은 2021년에 넷플릭스에서 공개된 미국의 코미디 드라마 영화이다. 맷 로글린의 회고록을 바탕으로 한 작품이다.
원래 소니 픽처스 릴리싱을 통해 극장 개봉될 예정이었으나 COVID-19 팬더믹 기간 중 넷플릭스에 판매되었으며 2021년 6월 18일 디지털 개봉하였다.

## 줄거리
아내가 부부의 첫 아이를 낳은 직후 폐 색전증으로 사망하면서 홀로 젖먹이 딸 매디를 키우게 된 맷은 직장과 매디의 양육을 병행하며 고군분투한다.

## 출연
- 케빈 하트 - 맷 로글린 역
- 멜로디 허드 - 매디 로글린 역
- 앨프리 우더드 - 매리언 역
- 릴 렐 하워리 - 조던 역
- 더완다 와이즈 - 리지 스완 역
- 앤서니 캐리건 - 오스카 역
- 폴 라이저 - 하워드 역
- 프랭키 페이존 - 마이크 역